# Apostlarnas delning
Apostlarnas delning (Divisio Apostolorum på latin) infaller den 15 juli och firades i Romersk-katolska kyrkan till minne av Jesu tolv apostlars skilsmässa från varandra, när de i enlighet med Jesu ord drog ut i världen som missionärer: "Gån ut och gören alla folk till lärjungar, döpande dem i Faderns och Sonens och den heliga Andes namn, lärande dem att hålla allt vad jag befallt eder." (Matt 28: 19-20)
Skeendet beskrivs även i Markus 16:19-20.
Ursprungligen firades dagen till minne av hur man skulle skilja Petri och Pauli kvarlevor åt i de kyrkor i Rom som byggts till deras ära. Då kom en röst från himlen som sade: "De större benen tillhör förkunnaren (alltså Paulus) och de mindre fiskaren (alltså Petrus)."
Först 1901 togs detta namn bort från den svenska almanackan.